# Le Petit Roi (bande dessinée et dessin animé)
Pour les articles homonymes, voir Le Petit Roi.
Le Petit Roi (The Little King) est un personnage humoristique d’Otto Soglow (1900-1975) apparu en 1931 dans un dessin humoristique publié par The New Yorker. À partir de septembre 1934, il fait l'objet d'une planche dominicale distribuée par King Features Syndicate. Il fait aussi l’objet de plusieurs dessins animés par le même auteur dans les années 1933 et 1934.

## Histoire
Le Petit Roi est apparu pour la première fois dans le magazine New Yorker en 1931. Le succès de la bande dessinée ne tarda pas à attirer l'attention de William Randolph Hearst, qui souhaitait obtenir le personnage pour son King Features Syndicate mais des obligations contractuelles interdisaient à Soglow de transférer sa création immédiatement, et Hearst dut se contenter d'un clone intitulé L'Ambassadeur. Lorsque le contrat de Soglow avec le New Yorker expira en 1934, Le Petit Roi commença à paraître en page dominicale du King Features le 9 septembre de la même année, et la série L'Ambassadeur a pris fin au même moment.
Otto Soglow a également reçu l’appui de Bob Gunn, gagman et dessinateur, dans la réalisation de ses bandes dessinées.
La série perdura jusqu’à la mort de Soglow en 1975.
Sa popularité et la finesse de son humour était telle que la bande fut publiée dans les Cahiers de la NRF avant la Seconde Guerre Mondiale.
Cette bande dessinée se caractérise par le fait qu'elle est presque exclusivement composée de pantomimes, le personnage principal du Petit Roi ne parlant pas, mais il laisse parfois ses personnages secondaires prononcer quelques mots pour mettre en place les gags essentiellement pantomimes. Et cette sobriété de langage n'est pas le seul élément de l'approche minimaliste adoptée par Soglow. En matière de dessin, on y retrouve également une sobriété de traits qui rivalise avec celle de Barnaby. Soglow pensait  en effet qu'il fallait mettre le moins d'espace possible entre le lecteur et l'humour. 
Dès 1933, Otto Soglow s'associe au producteur Amadee Van Beuren pour produire des dessins animés avec ses personnages. Il en résulte la production de deux dessins animés : A Dizzy Day et AM to PM, réalisés par Harry Bailey et scénarisé par Joseph P. McEvoy,. Ces deux dessins animés étaient remarquables pour être l'un des premiers exemples d'utilisation du style Art déco dans l'animation et pour leur humour satirique à une époque où les gags dans les dessins animés étaient beaucoup plus burlesques. La série fut brutalement interrompue par le renvoi de Harry Bailey, et l'animateur Georges Stallings reprendra la production de la série quelques mois plus tard. Le style et l'humour des dessins animés réalisés par Stallings sont cependant beaucoup plus conventionnelles, et la série est finalement annulée en 1934, faute de succès.

## Publications

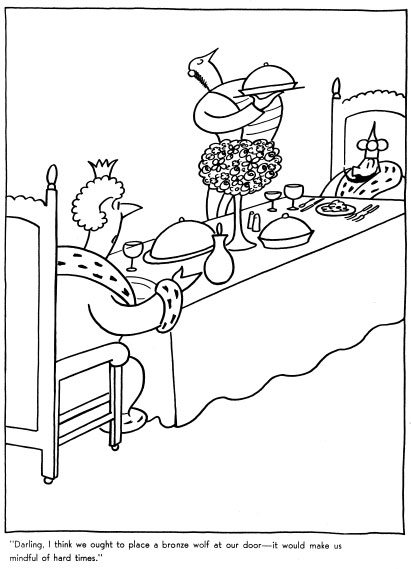
Le personnage est repris dans ce gag dans Wasn't the Depression Terrible? par Soglow et David G. Plotkin, en 1934.

### Albums
- The Little King – Farrar & Rinehart (1933)
- Cartoon Monarch: Otto Soglow and the Little King – Idea & Design Work (2012) album à l’italienne.

### Dave McKay

#### King Comics
Le Petit Roi apparaît dans King Comics très vraisemblablement du premier au dernier numéro (avril 1936-novembre 1949).
Sa présence est attestée, avec des longueurs variables, dans les #24 (1 planche)/ 33 (1 planche)/ 61 (2 planches)/ 62 (2 planches)/ 63 (2 planches)/ 64 (2 planches)/ 65 (2x2 planches))/ 66 (2 planches)/ 67 (2 planches)/ 68 (2 planches)/ 69 (2 planches)/ 70 (2 planches)/ 71 (2 planches)/ 72 (2 planches)/ 73 (2 planches)/ 74 (1 planche)/ 75 (1 planche)/ 76 (1 planche)/ 91 (1 planche)/ 92 (1.5 planche)/ 93 (1.5 planche)/ 94 (1.5 planche)/ 95 (1.5 planche)/ 96 (1/2 page)/ 97 (1/2 page)/ 98 (1/2 page)/ 99 (1/2 page)/ 100 (1/2 page)/ 101 (1/2 page)/ 102 (1/2 page)/ 103 (1/2 page)/ 104 (1/2 page)/ 105 (1/2 page)/ 106 (1/2 page)/ 107 (1/2 page)/ 108 (1/2 page)/ 109 (1/2 page)/ 110 (1/2 page)/ 111 (1/2 page)/ 112 (1/2 page)/ 113 (1/2 page)/ 114 (1/2 page)/ 115 (1/2 page)/ 116 (1/2 page)/ 117 (1/2 page)/ 118 (1/2 page)/ 120 (1/2 page)/ 132 (1/2 page)/ 135 (1/2 page)/ 148 (1/2 page).

### Four Color
9 histoires soit 96 planches et 8 planches gags d'un page.

#### #494 septembre 1953
Tous les dessins sont de John Stanley.
1.	Designing an Airplane – 1 planche
2.	Changing Identities – 22 planches
3.	The Junior Forest Rangers – 10 planches
4.	Spring Fever – 1 planche
5.	Playtime – 1 planche

#### #597 octobre 1954
6.	Coin for chewing gum – 1 planche
7.	The Little King, Detective – 10 planches
8.	The Little King and the Statue – 12 planches
9.	The Little King and the Dragon – 10 planches
10.	The Royal Painter – 1 planche
11.	The Royal Hospital – 1 planche

#### #677 février 1956
12.	Top Secret Papers – 1 planche
13.	All in the Game – 11 planches (Dessins : John Stanley)
14.	The Royal Treasure – 4 planches (Dessins : John Stanley)
15.	The Royal Ghost – 8 planches (Dessins : John Stanley)
16.	The Search – 9 planches
17.	A Night at the Opera – 1 planche
18.	Stolen Pie – 1 planche

### Album français
- Le Petit Roi, Gallimard, 1938.
- Le Petit Roi, Éditions Pierre Horay, 1983. Présentation de Pierre Couperie.